# Ardencroft
Ardencroft és una població dels Estats Units a l'estat de Delaware. Segons el cens del 2000 tenia 267 habitants.

## Demografia
Segons el cens del 2000, Ardencroft tenia 267 habitants, 112 habitatges, i 74 famílies. La densitat de població era de 937,2 habitants per km².
Dels 112 habitatges en un 23,2% hi vivien nens de menys de 18 anys, en un 56,3% hi vivien parelles casades, en un 8% dones solteres, i en un 33,9% no eren unitats familiars. En el 28,6% dels habitatges hi vivien persones soles el 8% de les quals corresponia a persones de 65 anys o més que vivien soles. El nombre mitjà de persones vivint en cada habitatge era de 2,38 i el nombre mitjà de persones que vivien en cada família era de 2,91.
Per edats la població es repartia de la següent manera: un 19,1% tenia menys de 18 anys, un 5,2% entre 18 i 24, un 26,6% entre 25 i 44, un 36% de 45 a 60 i un 13,1% 65 anys o més.
L'edat mediana era de 44 anys. Per cada 100 dones de 18 o més anys hi havia 96,4 homes.
La renda mediana per habitatge era de 56.875 $ i la renda mediana per família de 73.125 $. Els homes tenien una renda mediana de 47.708 $ mentre que les dones 29.688 $. La renda per capita de la població era de 30.480 $. Aproximadament el 2,9% de les famílies i el 4,3% de la població estaven per davall del llindar de pobresa.

## Poblacions properes
El següent diagrama mostra les poblacions més properes.